# 東方擬鮋
東方擬鮋（学名：Scorpaenopsis orientalis）是輻鰭魚綱鮋形目鮋亞目鮋科的其中一種，為溫帶海水魚，分布於西北太平洋日本海域，棲息深度8-20公尺，體長可達27.8公分，棲息在底層水域，生活習性不明。
其种加词“orientalis”意为“东方的”。